# 國道5號 (韓國)

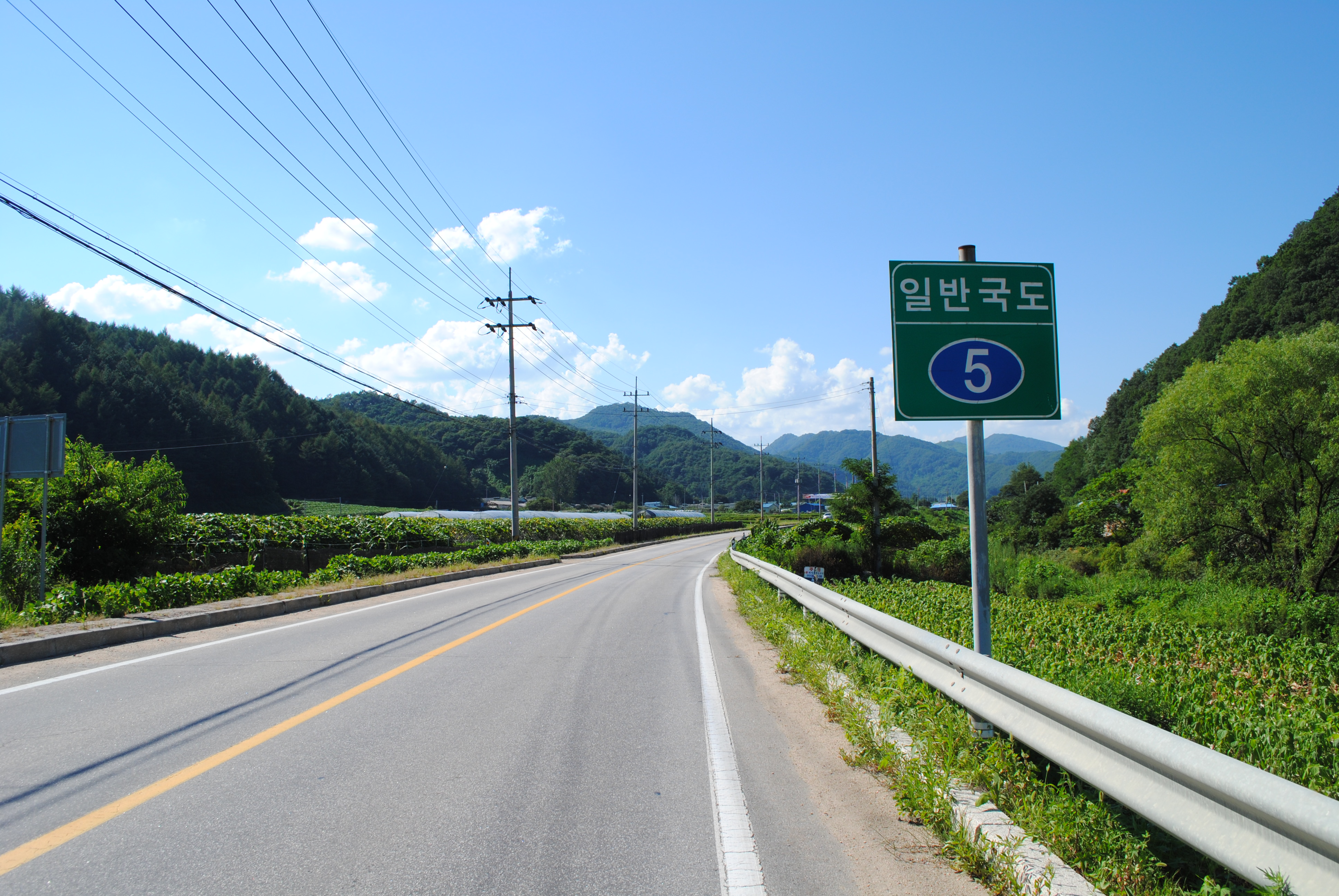
華川郡段

國道5號（韓語：국도 제5호선），又稱巨濟-中江鎮線（거제 ~ 중강진선），是韓國的一條國家級公路。南起慶尚南道巨濟市，東至朝鮮慈江道中江郡。
全長1,252公里，但由於朝鮮戰爭關係，目前從巨濟出發只能到江原道鐵原郡（長544公里）。